# Покушения на Владимира Зеленского

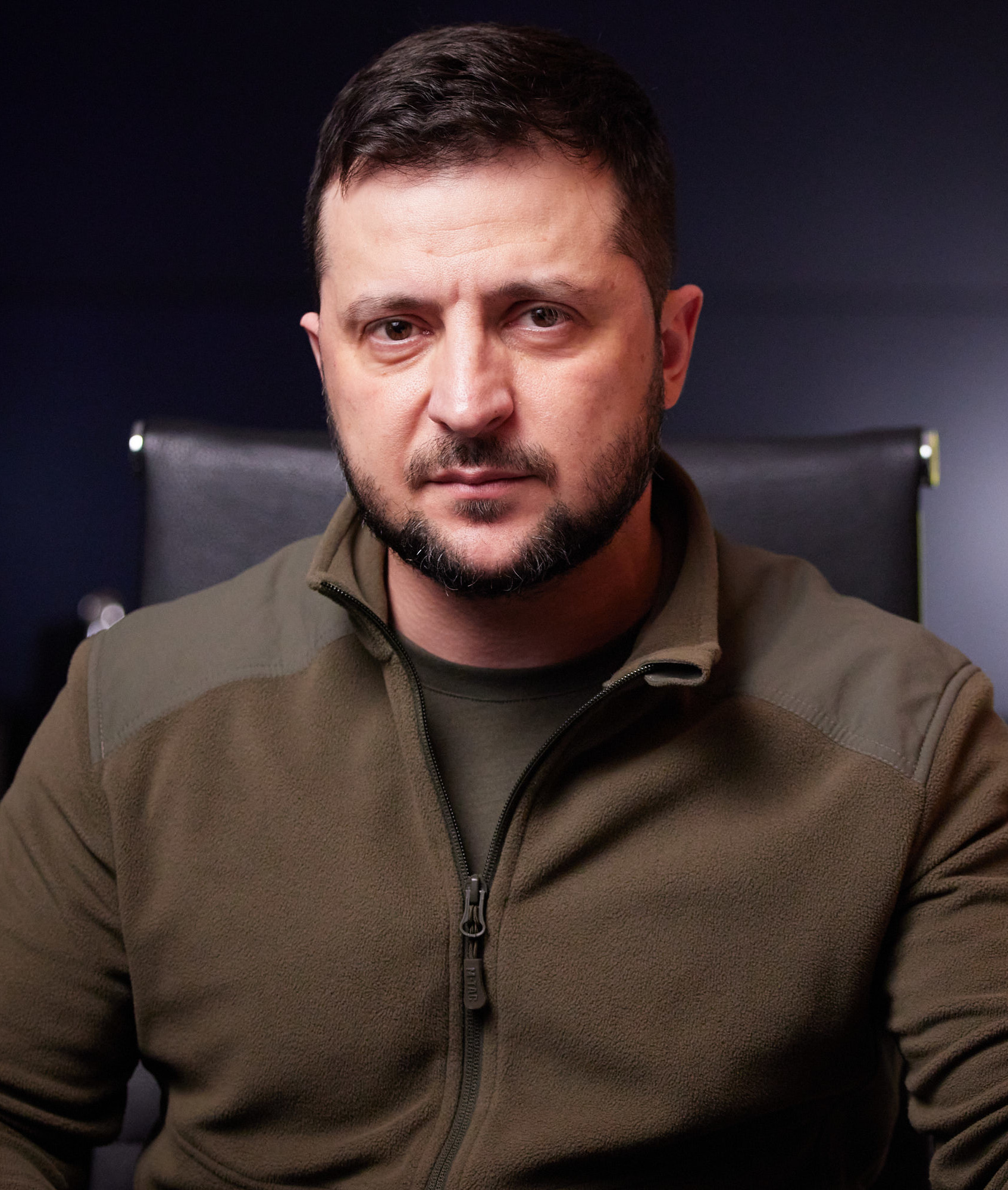
Владимир Зеленский в апреле 2022 года

Украинские официальные лица и СМИ утверждали, что в ходе российского вторжения в 2022—2023 годах были предотвращены многочисленные попытки покушения на президента Украины Владимира Зеленского. Советник офиса президента Михаил Подоляк уже в марте 2022 года сообщал, что неудавшихся атак на президента было больше десятка, а сам Зеленский сравнивал повторяющиеся попытки убить его с «Днём сурка». Ряд покушений был предотвращён благодаря подробным данным, полученным от американской разведки или переданным сотрудниками ФСБ России, которые не поддерживали решения Владимира Путина о нападении на Украину.

## История
Документалист Крис Виппл (англ. Chris Wippl) в книге The Fight of His Life: Inside Joe Biden’s White House рассказывал, что в середине января 2022 года глава ЦРУ Уильям Бёрнс по поручению Джо Байдена тайно посетил Киев и предупредил Зеленского о готовящихся покушениях. Хотя в публичной риторике украинские власти подвергали сомнению предупреждения США о подготовке вторжения, чтобы не провоцировать панику и не навредить экономике страны, Зеленский серьёзно отнёсся к подробнейшим разведданным о планах своего убийства (которые помогли предотвратить часть покушений). Другим источником информации о диверсантах, отправленных в Киев для убийства Зеленского, стали сотрудники ФСБ России, которые не поддержали решения Путина о вторжении: они передали информацию о наёмниках из ЧВК Вагнера и кадыровцах, целью которых был президент Украины.
Сразу после получения информации о вторжении Зеленский выехал в правительственный квартал, где находился вместе со своими советниками. Президент Украины отказался покидать Киев или скрыться от обстрелов в секретном бункере за пределами города. В первые часы вторжения российские диверсанты дважды пытались штурмовать правительственный квартал. Когда бои с ними переместились на более отдалённые улицы Киева, Зеленский и его советники, вопреки рекомендациям президентской охраны, опасающейся снайперов, записали на улице видео, в котором пообещали остаться в столице и защищать её. Эта готовность быть в Киеве создала Зеленскому репутацию сильного лидера военного времени.
Только когда российские войска вплотную подошли к Киеву, Зеленский перестал записывать обращения из мест, которые легко идентифицировать, и начал использовать безопасные секретные локации.

## Исполнители

### ЧВК Вагнера
В расследовании от марта 2022 года The Times сообщал, что отряды ЧВК Вагнера общей численностью до 400 человек зашли в Украину из Беларуси в январе, находились в Киеве более 6 недель и следили за 24 целями, включая высшее руководство страны. Для устранения Зеленского планировалось использовать разные средства вплоть до наведения ракет по лазерному лучу на его местонахождение. После выполнения задач наёмники планировали покинуть Киев по безопасному коридору, который обеспечил бы российский спецназ.
По информации из дипломатических кругов, использование наёмников было обусловлено не только лучшей подготовкой и большим боевым опытом, чем у российского спецназа, но и возможностью отрицать причастность в случае успеха операции.

### Кадыровцы
Помимо ЧВК Вагнера, задание убить президента Зеленского получили кадыровцы. Они действовали независимо от наёмников и не знали о второй операции. The Wall Street Journal со ссылкой на украинскую разведку сообщал, что приказ убить президента Украины Рамзан Кадыров получил в начале февраля в ходе встречи с Путиным в Москве.
Украинские власти сообщали об уничтожении по меньшей мере одной группы кадыровцев: 2 марта о ликвидации в Гостомеле отряда чеченского спецназа, целью которого было убийство Зеленского, сообщил в ходе телемарафона секретарь Совета национальной безопасности и обороны Алексей Данилов.

### Прочие
В середине марта 2022 года украинские спецслужбы взяли в Ужгороде в плен группу из 25 диверсантов под руководством офицера ФСБ. Из сообщений украинских властей следовало, что отряд должен был выдать себя за бойцов теробороны, чтобы проникнуть в правительственный квартал, спровоцировать хаос и убить Зеленского.
6 марта 2024 года во время визита в Одессу Зеленского и премьер-министра Греции Кириакоса Мицотакиса по городу был нанесён ракетный удар. По информации различных источников, взрыв произошёл на расстоянии от 150 м до 3 км от места нахождения делегатов и официальных лиц Украины. В результате атаки погибли 5 человек. Президент Украины охарактеризовал атаку как вероятное покушение на него.
В апреле 2024 года польские правоохранительные органы задержали гражданина страны, который, по данным следствия, сотрудничал с российской военной разведкой и передавал данные о безопасности в польском аэропорту Жешув-Ясёнка, которым Зеленский часто пользуется для зарубежных поездок (а также представители иностранных государств, которые посещают Украину), для возможной организации покушения на него на территории Польши.
В мае 2024 года Служба безопасности Украины сообщила о предотвращении покушения на Зеленского, Кирилла Буданова и Василия Малюка и задержании двух полковников Управления государственной охраны Украины, отвечающего за безопасность высших лиц государства. По информации ведомства, завербованные 9-м управлением ФСБ сотрудники охраны должны были взять Зеленского в заложники, а затем убить.

## Реакция
В случае убийства или недееспособности Зеленского украинские власти привели бы в действие  резервный план, который обеспечил бы преемственность власти. В этом случае и. о. главы государства должен был стать Руслан Стефанчук, председатель Верховной Рады Украины.
В феврале 2023 года экс-премьер Израиля Нафтали Бенет в ролике на своём Ютьюб-канале заявил, что Владимир Путин во время переговоров 5 марта в Москве пообещал ему не убивать Зеленского. По его словам, он сообщил об этом Зеленскому после встречи по дороге в московский аэропорт. Это сообщение было со скепсисом встречено украинской стороной: глава МИД Украины Дмитрий Кулеба охарактеризовал Путина как патологического лжеца, который ранее обещал не оккупировать Крым, не нарушать Минские соглашения и не вторгаться в Украину.